# Шмелёва, Антонина Николаевна
Антонина Николаевна Шмелёва (род. 25 июля 1994, Орёл) — российская дзюдоистка, чемпионка (2017, 2023), серебряный (2015, 2021) и бронзовый (2016, 2022) призёр чемпионатов России, мастер спорта России.

## Биография
Родилась и живёт в Орле. До начала занятий дзюдо, около года занималась танцами. На танцы ходила неохотно, родители заставляли. Друг отца Антонины был тренером по дзюдо. Отец и привёл Антонину в дзюдо. С отличием окончила школу.
Выступает в полутяжёлой весовой категории (до 78 кг). Тренируется под руководством В. В. Буярова.
Антонина настолько увлечена дзюдо, что повредив плечевые связки, она не отказалась от участия в чемпионате. Все свои победы Антонина посвящает своим родителям.

## Спортивные результаты
- Первенство России по дзюдо среди юниоров 2013 — ;
- Первенство России по дзюдо среди юниоров 2014 — ;
- Первенство России по дзюдо среди молодёжи 2015 — ;
- Чемпионат России по дзюдо 2015 — ;
- Чемпионат России по дзюдо 2016 — ;
- Первенство Европы по дзюдо среди молодёжи 2016 — ;
- Чемпионат России по дзюдо 2017 — ;
- Чемпионат России по дзюдо 2021 — ;
- Чемпионат России по дзюдо 2022 — ;
- Дзюдо на Всероссийской спартакиаде 2022 — ;
- Чемпионат России по дзюдо 2023 — ;
- Кубок России по дзюдо 2022 — ;